# Джон Лекі (веслувальник)
Джон Лекі (англ. John Lecky, 29 серпня 1940 — 25 лютого 2003) — канадський академічний веслувальник.
Срібний призер Олімпійських Ігор 1960 року в складі вісімки.